# Albert Lord
Albert Bates Lord (* 15. September 1912 in Boston; † 21. Juli 1991 ebenda) war ein US-amerikanischer Literaturwissenschaftler, Altphilologe und Slawist. Er ist bekannt für seine Studien mündlich tradierter Literatur wie der Ursprünge der Homerischen Epen (Odyssee, Ilias).

## Leben
Albert Lord besuchte die Boston Latin School mit dem Abschluss 1930 und studierte an der Harvard University mit dem Bachelor-Abschluss in Altphilologie 1934 und dem Master-Abschluss in vergleichender Literaturwissenschaft 1936. Von 1937 bis 1940 war er Junior Fellow der Harvard Society of Fellows. Er wurde 1949 in Harvard in vergleichender Literaturwissenschaft promoviert. 1949 wurde er in Harvard Lecturer, 1950 Associate Professor, 1952 Professor für slawische Sprachen und vergleichende Literaturwissenschaft und ab 1972 Arthur Kingsley Porter Professor. Er stand dort der Abteilung Folklore und Mythologie vor. 1983 ging er in den Ruhestand.
Von 1934 bis 1935 (mit Milman Parry), 1937 und bei längeren Aufenthalten 1950/51, 1961 bis 1964 und 1966/67 sammelte er Volkslieder in Jugoslawien (ebenso bei kürzeren Aufenthalten in den Sommermonaten), 1937 in Albanien und in den 1950er Jahren in Bulgarien.
Lord untersuchte die mündliche Überlieferung serbischer und bulgarischer Heroengeschichten und epischer Dichtung der Guslar und übertrug das auf literarisch bekannte Beispiele wie Homer, Beowulf und andere angelsächsische Dichtung, das Gilgamesch-Epos, das Rolandslied, Kalevala, Digenis Akritas, Avdo Međedović und Child Ballads. Er sah die schriftlich überlieferte Fassung der Homerischen Epen als Aufzeichnungen eines mündlichen Vortrags, wobei der mündliche Text selbst variabel bzw. über eine Palette von Vorlagen und Elementen (Formeln) improvisiert war. Lord arbeitete verschiedene Gemeinsamkeiten solcher oral überlieferter Dichtung heraus. Sein Hauptwerk Singer of Tales erschien zuerst 1950. Er baute auf der Arbeit seines Lehrers Milman Parry auf und setzte diese fort (Ehrenkurator der Milman Parry Collection oraler Literatur von 1959 bis 1991).
Seine Frau Mary Louise Lord, geborene Carlson, war Professorin für Altphilologie am Connecticut College. Mit ihr war er seit 1950 verheiratet und hatte mit ihr zwei Kinder. Mary Lord gab nach Lords Tod nachgelassene Werke heraus.
1949 bis 1950 war er Guggenheim Fellow. Er war Fellow der American Folklore Society, der American Association for the Advancement of Science und der American Academy of Arts and Sciences (1956). 1990 wurde er Ehrendoktor der Universität Novi Sad.

## Schriften (Auswahl)
- mit Béla Bartók: Serbocroatian Folk Songs, New York 1951
- Serbo-Croatian Heroic Songs, Bände 1,2, Cambridge, Belgrad 1953/54, Bände 3 und 4 mit David E. Bynum 1975
- Beginning Serbocroatian, Den Haag 1958
- The Singer of Tales, Harvard University Press, Cambridge, Mass. 1950, 1981 (= Dissertation 1949)
- Umbundu. Folk Tales from Angola, Boston 1962
- mit David Bynum: Beginning Bulgarian, Den Haag 1962
- Herausgeber: A Bulgarian Literary Reader, Cambridge 1962
- The Wedding of Smailagic Meho, Cambridge 1974
- Yugoslav Folk Music (mit Bela Bartok, Herausgeber Benjamin Suchoff), Albany, New York 1978
- Serbo-Croatian Folk Songs and Instrumental Pieces from the Milman Parry Collection, Albany, NY, 1978
- Perspectives on Recent Work on the Oral Traditional Formula, in: Oral Tradition, Band 1, Nr. 3, 1986, S.  467–503.
- Characteristics of Orality, in: Oral Tradition, Band 2, Nr. 1, 1987 (Festschrift for Walter J. Ong, S.J.), S.  54–72.
- Epic singers and oral traditions, Cornell UP 1991
- The Singer resumes the tale, Center for Hellenic Studies, Harvard, 1995 (Hrsg. Mary Louise Lord)
- Oral Composition and 'Oral Residue' in the Middle Ages, in: W. F. H. Nicolaisen (Hrsg.): Oral Tradition in the Middle Ages. Binghamton, NY: Medieval & Renaissance Texts & Studies 1995, S. 7–29.